# مجلة أبحاث الطاقة الكهربائية
مجلة أبحاث الطاقة الكهربائية هي مجلة علمية تتم مراجعة مقالاتها بشكل (peer-reviewed) وتغطي أبحاثاً علمية حول تطبيقات جديدة فيما يتعلق بإنتاج ونقل وتوزيع واستخدام الطاقة الكهربائية. للمجلة عامل تأثير قدره 1.369، طبقا لتقارير الاستشهاد بالمجلات الأكاديمية في عام 2010.

## وصلات خارجية
- الموقع الرسمي